# Radzanów (gemeente in powiat Białobrzeski)
De gemeente Radzanów is een landgemeente in het Poolse woiwodschap Mazovië, in powiat Białobrzeski.
De zetel van de gemeente is in Radzanów nad Pilicą.
Op 30 juni 2004 telde de gemeente 3864 inwoners.

## Oppervlakte gegevens
In 2002 bedroeg de totale oppervlakte van gemeente Radzanów 82,59 km², waarvan:
- agrarisch gebied: 81%
- bossen: 13%

De gemeente beslaat 12,92% van de totale oppervlakte van de powiat.

## Demografie
Stand op 30 juni 2004:
| Omschrijving                   | Totaal | Totaal | Vrouwen | Vrouwen | Mannen | Mannen |
| ------------------------------ | ------ | ------ | ------- | ------- | ------ | ------ |
| eenheid                        | aantal | %      | aantal  | %       | aantal | %      |
| inwoners                       | 3864   | 100    | 1928    | 49,9    | 1936   | 50,1   |
| bevolkingsdichtheid (inw./km²) | 46,8   | 46,8   | 23,3    | 23,3    | 23,4   | 23,4   |

In 2002 bedroeg het gemiddelde inkomen per inwoner 1231,88 zł.

## Administratieve plaatsen (sołectwo)
Błeszno, Branica, Bukówno, Czarnocin, Grotki, Kadłubska Wola, Kozłów, Młodynie Dolne, Młodynie Górne, Ocieść, Podlesie, Radzanów nad Pilicą, Rogolin, Ratoszyn, Smardzew, Śliwiny, Zacharzów, Żydy.

## Overige plaatsen
Grabina, Kępina, Ludwików, Łukaszów, Podgórze, Śliwiny, Wólka Kadłubska, Wólka Rogalińska.

## Aangrenzende gemeenten
Białobrzegi, Potworów, Przytyk, Stara Błotnica, Wyśmierzyce